# Antivirotikum

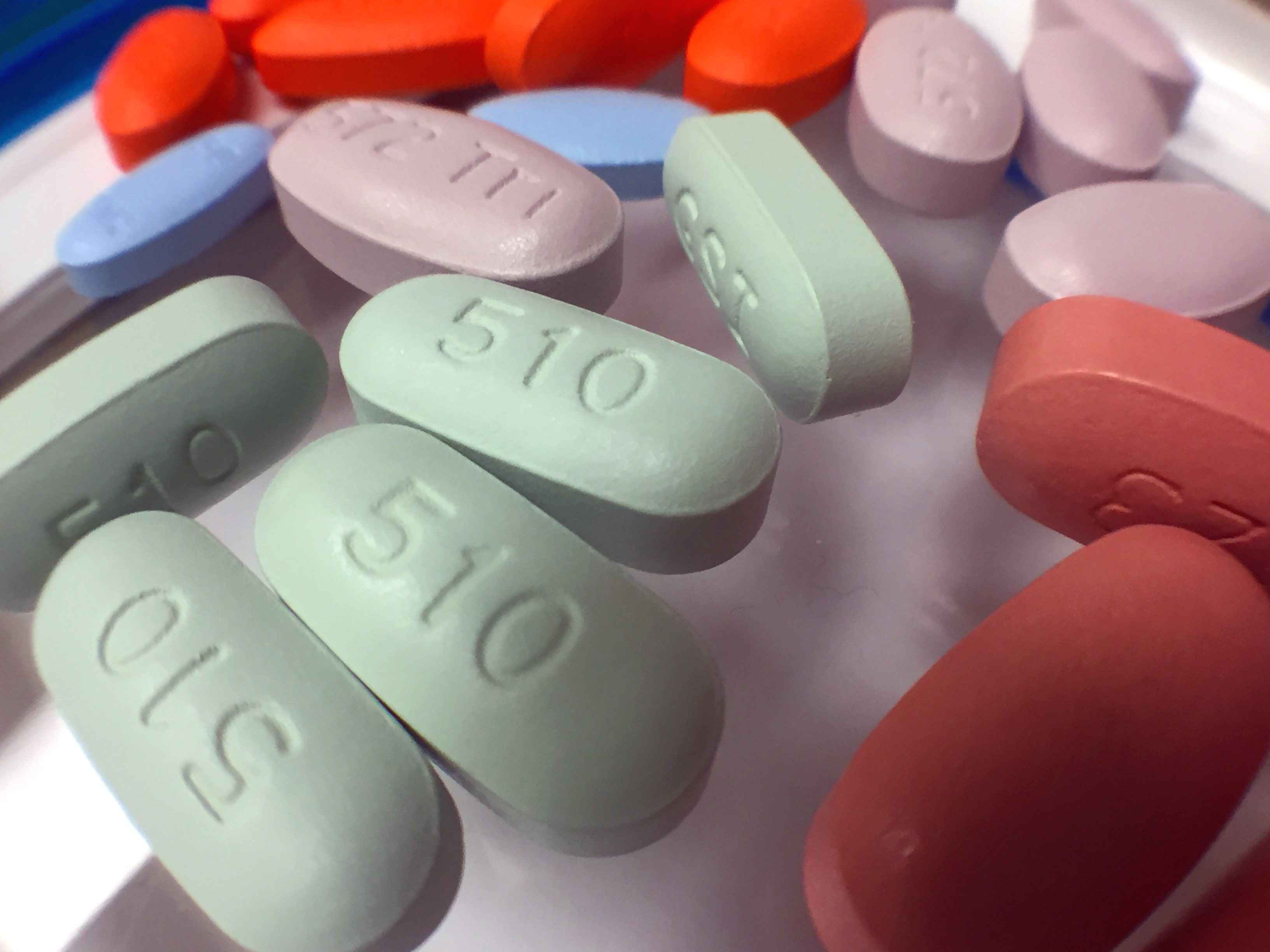
Antivirotikum

Antivirotikum je označení pro léčivý přípravek účinkující proti virům. Mechanismus účinku antivirotik spočívá buď v blokování receptorů pro viry na cílových buňkách (virus nemůže proniknout do buňky) nebo inhibicí syntézy DNA či RNA viru.
Zatím existují antivirotika jen proti některým nemocem: např. acyklovir nebo zidovudin se používá při léčbě HIV, amantadin nebo rimantadin lze použít při terapii chřipky. Dále se antivirotika aplikují při herpesvirových nemocech a hepatitidě B a C. Krom těchto specifických antivirotik jsou známy i látky s obecným protivirovým účinkem. Sem patří interferony.

## Některá známá antivirotika
- Acyklovir: je selektivně vychytáván poškozenou buňkou. Bývá účinný hlavně na herpes virus, varicella zoster virus, méně na EBV a CMV. Nemá prakticky žádné nežádoucí účinky.
- Amantadin: je účinný na virus chřipky A a rubeolu. Vhodný je spíše jako profylaxe v době epidemie. Nežádoucí účinky jsou bolesti hlavy, neklid, nesoustředěnost, nespavost. Kontraindikace: epilepsie, psychické poruchy, vředová choroba, srdeční choroby, těhotenství...
- Ganciklovir: je teratogenní. Používá se u závažných cytomegalovirových infekcích po transplantacích, nebo u AIDS. Mezi jeho nežádoucí účinky patří útlum dřeně, bolesti hlavy, křeče, koma.
- Inosin pranobex: syntetický purinový derivát s imunomodulačním a antivirovým účinkem, dokumentovaným in vivo zřetelným zvýšením oslabené imunitní odpovědi hostitele. Nežádoucí účinky: přechodné zvýšení kyseliny močové. Kontraindikace: dna.
- Lagevrio (molnupiravir): přípravek se širokou protivirovou aktivitou proti řadě virů vyvolávajících infekce dýchacích cest včetně koronaviru SARS-COV-2.[2] V ČR je užíván ke snížení rizika přechodu onemocnění covid-19 z mírné až středně závažné formy do závažného stavu. Ministerstvem zdravotnictví ČR je dočasně povoleno použití tohoto neregistrovaného léčivého přípravku.
- Rimantadin: strukturní analog amantadinu.
- Trifluridin: místní užití při herpetické infekci oka.
- Vidarabin: místní terapie herpetické keratitidy, terapie herpetické encefalitidy. Nahrazuje se acyklovirem.
- Zidovudin: antiretrovirová látka inhibující reverzní transkriptázu viru. Prostupuje do centrální nervové soustavy. Prodlužuje přežití u HIV pozitivních, snižuje riziko sekundárních infekcí a riziko přenosu na plod. Nežádoucí účinky jsou anemie, leukopenie, nauzea, cefalea, myalgie.